# Taha Yassin Ramadan
Taha Yassin Ramadan, all'anagrafe Taha Yasin Ramadan Al-Jizrawi (in arabo طه ياسين رمضان الجزراوي‎?; Mosul, 22 febbraio 1938 – Baghdad, 20 marzo 2007), è stato un politico e militare iracheno, vice Presidente dell'Iraq dal marzo 1991 fino alla caduta di Saddam Hussein nell'aprile del 2003.

## Biografia
Originariamente impiegato in una banca, si arruolò poi nell'esercito e, nel 1956, entrò a far parte dell'allora illegale Partito Ba'th, all'interno del quale entrò in contatto con Saddam Hussein. Le vite dei due furono strettamente correlate, e nel 1991, Saddam fece di lui il vice presidente dell'Iraq.
Il 19 agosto del 2003, sei mesi dopo lo scoppio della guerra in Iraq, Taha Yassin Ramadan fu catturato nella sua città natale da combattenti dell'Unione Patriottica del Kurdistan (PUK) e fu trasferito in una base delle forze alleate.
È uno dei personaggi coinvolti nel processo a Saddam Hussein presso il Tribunale Speciale Iracheno. L'8 novembre 2005 uno degli avvocati difensori di Ramadan, Adel al-Zubeidi, fu trovato morto nella sua auto. Il 5 novembre 2006 è stato condannato in primo grado all'ergastolo per la strage sciiti avvenuta a Dujail nel 1982. Il 12 febbraio 2007 l'Alta Corte Irachena lo ha poi condannato all'impiccagione.
La sentenza è stata eseguita nella capitale irachena il 20 marzo del 2007: suo figlio Ahmad Ramadan ha voluto che il suo corpo fosse sepolto a Tikrit, vicino alla tomba di Saddam Hussein, aggiungendo anche che "questa non è stata un'esecuzione: si tratta di un assassinio politico".